# 赤額瞪羚
赤額瞪羚（Eudorcas rufifrons）是瞪羚屬下的一個種，廣泛但不平均的分佈在中非洲地區，由塞內加爾至埃塞俄比亞東北部都可看到牠們的蹤影。赤額瞪羚主要居住於非洲撒哈拉沙漠南部的薩赫勒地區，該處多為乾燥草原、稀樹大草原及灌木沙地。
有學者（如喬納森·肯頓（Jonathan Kingdon））認為東非的湯氏瞪羚是赤額瞪羚下的一個亞種。